# Micrutalis incerta
Micrutalis incerta är en insektsart som beskrevs av Albino Morimasa Sakakibara 1976. Micrutalis incerta ingår i släktet Micrutalis och familjen hornstritar. Inga underarter finns listade i Catalogue of Life.